# Чубатая цесарка
Чубатая цесарка (лат. Guttera pucherani) — вид птиц семейства цесарковых. Видовое название дано в честь французского орнитолога Жака Пюшрана (1817—1895). 
Обитает в лесах Африки к югу от Сахары.
Окраска чубатой цесарки чёрная с мелкими белыми пятнами. На голове хорошо заметен чёрный «хохолок». Голая голова и шея синие, области вокруг глаз красные. В длину достигают 45—56 см, вес до 1,5 кг.
Населяют опушки вторичных и галерейных лесов Африки к югу от Сахары. Питаются растительной и животной пищей на земле, перемещаясь группами. Гнездятся на земле.